# Siphanthera hostmannii
Siphanthera hostmannii är en tvåhjärtbladig växtart som beskrevs av Célestin Alfred Cogniaux. Siphanthera hostmannii ingår i släktet Siphanthera och familjen Melastomataceae. Inga underarter finns listade i Catalogue of Life.